# Kaptopril
A kaptopril (INN: captopril) első generációs, szulfanilcsoportot (SH─) tartalmazó angiotenzin-konvertáló enzim gátló (ACE-gátló) gyógyszer, melyet magas vérnyomás betegség valamint a kongesztív szívelégtelenség egyes eseteinek kezelésére használnak. A kaptopril volt az első ACE-gátló gyógyszer. A vegyület áttörésnek számított mind az új hatásmechanizmus, mind a forradalmi fejlesztési folyamat tekintetében. A kaptoprilt azután több jobb mellékhatásprofillal rendelkező, tartósabb hatású vegyület követte.
A VIII. Magyar Gyógyszerkönyvben Captoprilum    néven hivatalos.  

## Indikációk
A kaptopril fő felhasználási területe az értágító valamint vesefunkció gátló hatásával kapcsolatos. 
A következő betegségek kezelésében használható eredményesen:
1. magas vérnyomás
2. miokardiális infarktus utáni állapot és kongesztív szívelégtelenség
3. diabetikus nefropátiában a veseműködés fenntartása

## Története
A kaptoprilt 1975-ben szintetizálták az USA-ban a  Squibb (ma Bristol-Myers Squibb) cég kutatói: Miguel Ondetti, Bernard Rubin és David Cushman. A Squibb 1976-ban adta be a szabadalmaztatási kérelmet és   1977 szeptemberében szabadalmaztatták a gyógyszert U.S. Patent 4 046 889 néven.
A captoprilt 1981 júniusában törzskönyvezte az FDA. Az USA-ban 1996 februárjában járt le a szabadalom és ezután elkészültek a gyógyszer generikus változatai is.

## Hatása
Az ACE-inhibitorok hypertoniában és szívelégtelenségben érvényesülő hatásaia renin-angiotenzin-aldoszteron rendszer működésének gátlásából erednek.A renin a vesében szintetizálódó enzim, mely a keringésbe jutva az angiotenzinogén R angiotenzin I átalakulást katalizálja. Az angiotenzin I viszonylag inaktív dekapeptid, melyet a peptidilpeptidázok csoportjába sorolt angiotenzin konvertáló enzim (ACE) angiotenzin II-vé alakít. Utóbbi erős érösszehúzó hatása révén artériás vasoconstrictiót vált ki és ezáltal emeli a vérnyomást, továbbá serkenti a mellékvese aldoszteronszekrécióját. Az ACE gátlása következtében csökken a plazma angiotenzin II szintje, ami a vasopressor aktivitás és az aldoszteron-elválasztás mérséklődéséhez vezet. Noha az utóbbi hatás csekély, kismértékben emelkedhet a szérum káliumszintje és fokozódhat a nátrium- és folyadékvesztés. Az angiotenzin II reninsecretióra kifejtettfeed-back hatásának kiesése miatt emelkedik a plazma renin aktivitása. Ezenkívül csökkenti a kininek lebomlását, ezáltal fokozza az endogén vasodilatator bradikinin szintjét, így mind az angiotenzin II. csökkenése, mind a bradikinin növekedése vasodilatatiót eredményez. Az angiotenzin II. szint csökkenése következtében csökken az aldoszteron képződés is, ami a nátrium- és víz retenció mérséklését eredményezi, ezért nem okoz folyadékretenciót. Az ACE további funkciója az erős értágító hatású kinin-peptid, a bradikinin lebontása inaktív metabolitokká. Az ACE gátlása esetén ennek megfelelőenfokozódik a kallikrein-kinin rendszer  aktivitása a keringésben és a szövetekben, a prosztaglandin rendszer aktiválásával további perifériás értágulatot okoz. Lehetséges, hogy ez utóbbi mechanizmus szerepet játszik az ACE-gátlók vérnyomáscsökkentő hatásában és bizonyos mellékhatásaik is ennek tulajdoníthatók.
Hypertoniás betegeken az ACE-gátlók megközelítően azonos mértékben csökkentik a vérnyomást, és ez a hatásuk nem jár a szívfrekvencia kompenzatorikus fokozódásával. A perifériás artériás ellenállás csökkenése ellenére a perctérfogat változatlan marad. Nő a vese véráramlása és általában nem csökken a glomerularis filtráció mértéke. Az optimális mértékű vérnyomáscsökkentő hatás kialakulásához több hetes kezelésre lehet szükség. Az antihipertensiv hatás tartós kezelés esetén is fennmarad. A gyógyszer hirtelen elhagyásakor nem észleltek hirtelen vérnyomásemelkedést. 
A kaptopril a hipertóniás betegeknél a vérnyomás csökkenését eredményezi anélkül, hogy a kompenzáló szívfrekvencia megnőlne.
Csökkenti a perifériás rezisztenciát, a szív elő- és utóterhelését, a bal szívfél munkáját. Mindezek alapján szívelégtelenségben a haemodinamikai paraméterek javulása, a fizikai terhelhetőség növelése érhető el. Csökkenti a cardiovascularis remodellinget és a balkamra hipertrófiát.
Nem okoz folyadékretenciót, jól kombinálható egyéb antihipertensivumokkal.
Hosszú ideig tartó terápiánál az ajánlott napi dózis mellett az antihipertenzív hatás megmarad. Szívelégtelenségben szenvedő betegek körében elvégzett haemodinamikai vizsgálatok azt mutatták, hogy a kaptopril a vénák kapacitását megnöveli és a perifériás szisztémás ellenállást csökkenti.
A vérnyomáscsökkentő hatás fokozása érdekében diureticumokkal, kalcium-antagonistákkal, béta-adrenerg bénítókkal együttadható. Szívelégtelenségben csökkenti a szív elő- és utóterhelését (preload és afterload), növeli a perctérfogatot és a betegterhelhetőségét. A szívfrekvencia nem változik, illetve előzetes tachycardia esetén csökkenhet. Növeli a nagyerek elaszticitását és csökkenti a balkamra hypertrophiáját. Akut myocardialis infarctus után csökkenti a kamrai ritmuszavarok kialakulásának kockázatát és növeli a betegek túlélési arányát. Inzulin-dependens diabetes mellitus esetén késlelteti a nephropatia progresszióját

## Mellékhatások
A leggyakoribb mellékhatás, ahogy minden ACE-gátlónál a köhögés. Egyéb mellékhatásai:
- Hipotenzió (alacsony vérnyomás)
- Hiperkalémia (magas káliumszint)

## Készítmények
- Aceomel
- Captogamma
- Tensiomin (Egis)

## Külső hivatkozások
- U.S. Patent 4,046,889 Archiválva 2019. május 18-i dátummal a Wayback Machine-ben
- RxList monograph: Capoten